# Sonny (1922)
Sonny is een Amerikaanse dramafilm uit 1922 onder regie van Henry King. De film werd destijds in Nederland uitgebracht onder de titel De vreemdeling in huis.

## Verhaal
Joe lijkt als twee druppels water op Sonny Crosby, de zoon van een blinde vrouw. Ze worden vrienden tijdens de Eerste Wereldoorlog. Sonny raakt zwaargewond door een Duitse granaataanval en om zijn moeder het verdriet te besparen verzoekt hij Joe om zijn plaats als zoon in te nemen. Bij zijn thuiskomst wordt Joe echter verliefd op de zus van Sonny.

## Rolverdeling
| Acteur                      | Personage          |
| --------------------------- | ------------------ |
| Richard Barthelmess         | Sonny Crosby / Joe |
| Margaret Seddon             | Mevrouw Crosby     |
| Pauline Garon               | Florence Crosby    |
| Lucy Fox                    | Madge Craig        |
| Herbert Grimwood            | Harper Craig       |
| Patterson Dial              | Alicia             |
| Fred Nicholls               | Summers            |
| James Tarbell               | James              |
| Margaret Elizabeth Falconer | Tweelingzus        |
| Virginia Magee              | Tweelingzus        |